# Église Lazarica
L'église Lazarica (en serbe cyrillique : Црква Лазарица ; en serbe latin : Crkva Lazarica, prononcé Lazaritsa), officiellement connue sous le nom d'église Saint-Étienne-Martyr (Црква светог Првомученика Стефана et Crkva svetog Prvomučenika Stefana), est une église orthodoxe serbe située à Kruševac et dans le district de Rasina, en Serbie. Elle est inscrite sur la liste des monuments culturels d'importance exceptionnelle de la république de Serbie (identifiant no SK 157),,.

## Histoire
L'église Lazarica a été vraisemblablement construite entre 1377 et 1378 par le prince Lazar (1371-1389), pour en faire l'église de sa forteresse de Kruševac récemment édifiée ; son surnom de Lazarica lui vient précisément de son fondateur,. 

## Architecture

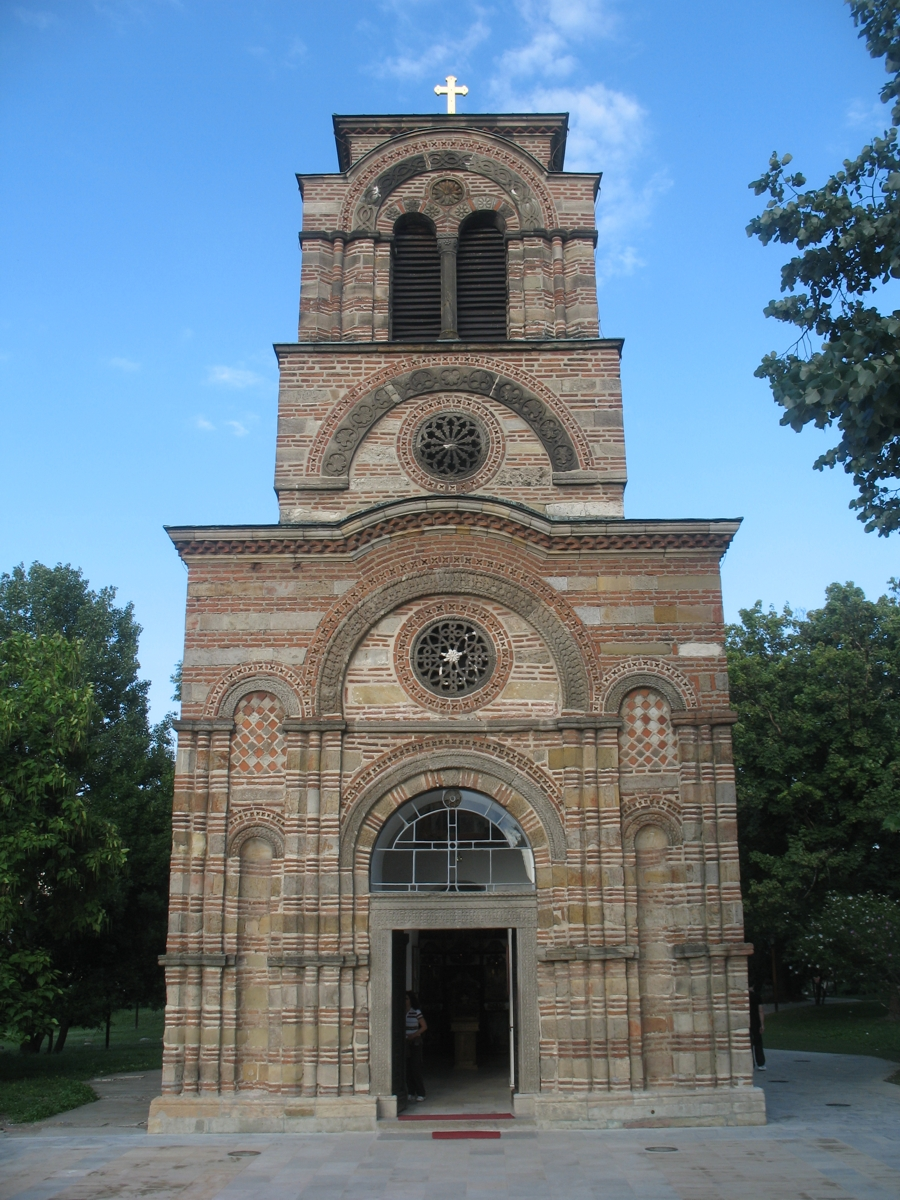
La façade principale

L'église a été construite selon un plan tréflé, avec une nef constituée de trois travées prolongées par trois absides ; l'ensemble est surmonté d'un dôme, tandis que la façade occidentale est dotée d'un narthex surmonté d'un clocher,.
Le décor des façades s'inscrit dans la tradition de l'architecture byzantine, avec une alternance de pierres de taille et de rangées de briques rouges. Les différentes façades sont divisées en sections verticales qui se terminent par une archivolte, tandis que sur le plan horizontal ces sections sont elles-mêmes divisées en trois étages grâce à deux moulures formant cordon. La partie supérieure est ornée de rosaces ; dans la partie médiane sont situées des fenêtres entourées par des ornements de pierre.
Par son architecture, Lazarica, comme l'église du monastère de Ravanica, est caractéristique des débuts de l'école architecturale de la Morava. Selon l'architecte et historien de l'art Aleksandar Deroko, les rosaces et le maillage de pierre de Lazarica figurent parmi les réalisations les plus accomplies de cette école.

## Intérieur
Selon les chercheurs, l'église n'a pas été peinte avant le XVIIIe siècle. Des fresques ont été réalisées par Andra Andrejević et son atelier entre 1737 et 1740 mais il ne subsiste que des fragments de leur travail. L'iconostase date de 1844 et elle est conservée dans son intégralité ; son auteur est probablement le peintre Živko Pavlović, le grand-père de Milena Pavlović-Barili.

## Restauration
Lazarica a été l'un des premiers édifices de Serbie a bénéficier d'une restauration scientifique. Des travaux ont été effectués sur l'église entre 1904 et 1908 sous la direction de l'architecte Pera J. Popović. L'iconostase de l'église a été restaurée en 1989.